# Малая Дюанка
Малая Дюа́нка — река в Ванинском районе Хабаровского края, впадает в Татарский пролив.

## Описание
Длина реки составляет 21 км.
Малая Дюанка берёт начало со склонов хребта Сихотэ-Алинь, на высоте около 200 м. Течёт в общем восточном направлении, приобретая в низовьях заметный уклон к северо-востоку.
Впадает с юга в бухту Силантьева Татарского пролива. Перед устьем реку пересекает по мосту Байкало Амурская магистраль. В 1979 году несколько выше железнодорожного моста через Малую Дюанку построен бетонный мост для автомобильной дороги 08К-14, в десяти метрах ниже по течению остатки полуразобранного старого деревянного моста.
Основным притоком Малой Дюанки является ручей Болотный, также несколько малых ручьёв без названия.

## Данные водного реестра
По данным государственного водного реестра России относится к Амурскому бассейновому округу, водохозяйственный участок реки — пролива Невельского и бассейна Японского моря от мыса Лазарева до северной границы бассейна реки Самарга. Речной бассейн реки — бассейны рек Японского моря.
Код объекта в государственном водном реестре — 20040000112118200003124.